# فرودگاه بین‌المللی ال آی سی. خزوس تران پردو
فرودگاه بین‌المللی ال آی سی. خزوس تران پردو (به انگلیسی: Lic. Jesús Terán Peredo International Airport) یک فرودگاه همگانی مسافربری با کد یاتا AGU است که یک باند فرود آسفالت دارد و طول باند آن ۳۰۰۰ متر است. این فرودگاه در شهر  آگوئاسکالینتس کشور مکزیک قرار دارد و در ارتفاع ۱۸۶۳ متری از سطح دریا واقع شده است.